# Rušnyk
Rušnik (ukr. i rus. рушник, ukr. rušnyk, rus. rušnik; bjelorus. ручнiк, ručnik) je tradicionalni ukrajinski ručnik koji se danas osim kod Ukrajinaca susreće i kod drugih istočnoslavenskih naroda, posebno Bjelorusa. Sadrži elemente ukrajinskog tradicionalnog znakovlja ili simbola. Često se koristi u ceremonijalnim zbivanjima poput blagdanskih i svadbenih svečanosti, ali i prilikom pogreba i drugih značajnih događanja. Često se koriste u znak dobrodošlice, zajedno s kruhom i solju koji se nude pristiglom gostu.

## Način izrade
Rušnik se često radi od posebno pripremljenog lanenog, platnenog ili pamučnog materijala. Srednjovjekovni i nešto moderniji ukrajinski simboli koji su utkani u dijelovima tradicionalnog ručnika imaju svoj poseban radni predložak. Svaki model predloška ima svoj broj i oznaku, i svaka ukrajinska regija i oblast ima svoju specifičnu vrstu predloška ili često više njih. Kultura šivanja rušnika u Ukrajini vrlo je razvijena još od razdoblja pretkršćanstva. Žitelji Ukrajine tu su staru kulturu i običaje prenijeli u Bjelorusiju i nešto manje u Rusiju i Poljsku.

## Vanjske poveznice
- Bjeloruski ruščnik (eng.)  Arhivirana inačica izvorne stranice od 22. srpnja 2019. (Wayback Machine)
- Magični ukrajinski ruščnik (ukr.)  Arhivirana inačica izvorne stranice od 1. rujna 2010. (Wayback Machine)
- Kratka povijest ruščnika na prostorima Ukrajine (ukr.)  Arhivirana inačica izvorne stranice od 4. lipnja 2010. (Wayback Machine)